# Polizeifunk ruft
Polizeifunk ruft ist eine 52-teilige Krimiserie und war die Fortsetzung der Reihe Hafenpolizei. Sie wurde vom 5. Dezember 1966 bis zum 11. März 1970 im Vorabendprogramm der ARD im deutschen Fernsehen (Norddeutsche Werbefernsehen und Werbefunk GmbH) erstausgestrahlt. 

## Handlung
Im Mittelpunkt der Handlung steht Polizeihauptwachtmeister Walter Hartmann, der sich im Laufe der 52 Folgen vom motorisierten Streifenpolizisten (als sogenannte „Weiße Maus“) zum Kriminalbeamten hocharbeitet und mit den verschiedensten Fällen in der Hansestadt Hamburg konfrontiert wird. Sein Lehrmeister ist der ältere Kriminalhauptkommissar Koldehoff, der die Kriminalpolizei des Bezirks leitet. Gemeinsam mit ihm und seinen Kollegen von der Kripo Bollmann bzw. Schlüter und dem Reviervorsteher PHM Karl Kröger löst Hartmann jeden noch so schweren Fall. 
In der 2. Staffel darf Hartmann an zwei polizeilichen Austauschprogrammen teilnehmen und so löst er mit seinen ausländischen Kollegen fünf Fälle in Frankreich und zwei Fälle in Japan. 
In der 4. Staffel wird Kommissar Koldehoff versetzt, er wird Leiter des Raubdezernats. Kommissar Castorp wird sein Nachfolger. 

## Wissenswertes
Die Serie hatte vier Staffeln à 13 Folgen, gedreht im Bildformat 1:1,37. Die ersten 13 Folgen wurden noch in Schwarz-Weiß produziert. Als ab der zweiten Staffel auch im Ausland gedreht wurde, stellte man auf die damals noch teure Farbproduktion um. Ab den 1990er-Jahren wurde die Serie in verschiedenen dritten Programmen wiederholt. 
Ab Ende 2013 zeigte Anixe Polizeifunk ruft, nach dem Vertrag mit dem NDR hatte Anixe die Bearbeitung des alten Materials vorzunehmen, dort wurde eine 16:9-HD-Variante erstellt. Ab dem 12. April 2021 wurde die Krimiserie dann auf One in dieser 16:9-HD-Fassung wiederholt, dabei wurde in Kauf genommen, dass durch die Formatänderung Bildinhalte am oberen bzw. unteren Bildrand verloren gehen.

## Gast- und Episodenrollen
In Episodenrollen und Gastauftritten waren unter anderem Vivi Bach, Eva Maria Bauer, Charles Brauer, Jan Fedder, Uwe Friedrichsen, Herbert Fux, Evelyn Hamann, Jan Hendriks, Benno Hoffmann, Walter Jokisch, Harald Juhnke, Volkert Kraeft, Doris Kunstmann, Klaus Löwitsch, Otto Lüthje, Evelyn Meyka, Witta Pohl, Erna Raupach-Petersen, Werner Riepel, Rolf Schimpf, Peer Schmidt, Dietmar Schönherr, Eleonore Schroth, Ellen Schwiers, Gisela Uhlen, Günther Ungeheuer, Henry Vahl, Judy Winter und Rolf Zacher zu sehen.

## Produktionsteam
Der österreichische Regisseur Hermann Leitner inszenierte alle 52 Folgen. Die sieben Folgen, die im Ausland gedreht wurden, überwachte er in der Produktion, ihm zur Seite wurden jeweils ein französischer Regisseur (Paul Paviot) und ein japanischer Regisseur (Toshihiro Iijima als Toshihiro Jijima) gestellt. Als Drehbuchautoren fungierten Gustav Kampendonk, Günter Dönges, René Wheeler, Mamoru Sasaki, Bruno Hampel und Inge Dorsky. Produzent war Gyula Trebitsch mit seiner Produktionsgesellschaft Studio Hamburg, die NDR-Redakteurin Helga Mauersberger.

## Nachfolgeserie
Die Charaktere Hartmann, Schlüter und Castorp wurden in die ebenfalls 52-teilige Serie Hamburg Transit übernommen, die von 1970 bis 1974 ebenfalls von Studio Hamburg produziert wurde, sie tauchten allerdings nicht mehr in allen Folgen auf. 

## Sonstiges
Die beiden Darsteller Günter Lüdke und Karl-Heinz Kreienbaum sowie auch weitere Schauspieler in Episodenrollen (siehe Gastrollen) kannte man als Mitglieder des Ensembles vom Hamburger Ohnsorg-Theater.

## DVD-Veröffentlichung
Die vollständige Serie erschien 2009 als siebenteilige DVD-Edition bei Studio Hamburg Enterprises. Im Februar 2018 kam die Serie in einer Komplettbox von Pidax-Film mit sieben DVDs auf den Markt.